# هيات القابضة
شركة هيات القابضة أيه أس ( مجموعة شركات هيات  )، شركة قابضة تعمل في تركيا.
بدأت عملياتها في عام 1937 باستثمارات مؤسسها رجل الأعمال التركي يحيى كيجيلي في قطاع الكيماويات. بدأت الإنتاج في قطاعين مختلفين: مجموعة أجاك (كستامونو المتكاملة) في عام 1969 ومجموعة المستهلكين (هيات الكيميائية) في عام 1987. تعمل شركة "هيات القابضة" مع ما يقرب من 17 ألف موظف حول العالم، مع 41 شركة في قطاعات مختلفة مثل البناء والتعبئة والتغليف، و"هيات كيميائية" في قطاع السلع الاستهلاكية سريعة الحركة، و"كاستامونو إنتيجري" في قطاع الألواح الخشبية، و"ليماش" في قطاع إدارة الموانئ. . وتحت مظلة شركة هيات القابضة، يتم إنتاج 39 علامة تجارية تركية بتقنيات متقدمة في 29 منشأة إنتاج في 13 دولة لخدمة المستهلكين حول العالم.

## العلامات التجارية
تعمل مجموعة توركيتيسي (هيات كيميائية) في ثلاث فئات رئيسية.
1- منتجات النظافة الشخصية ( مولفيكس، بيبيم، بيبي جو، مولبيد، جولي، إيفوني )
2- منتجات صيانة المنزل ( بينجو، تيست، هاس )
3-منتجات أوراق التنظيف ( بابيا، فاميليا، تينو، فوكس، نيليكس )
تقدم شركة هيات الكيميائية منتجاتها للمستهلكين في أكثر من 100 دولة في 5 قارات، وهي شركة عالمية تضم 14 علامة تجارية في فئات منتجات الورق والنظافة والعناية المنزلية.
تندرج العلامات التجارية بينجو و  مولفيكس ضمن نطاق توركواليتي، وهو حافز العلامة التجارية الأول والوحيد الذي تدعمه الدولة في العالم.

## الشركات التابعة

### مجموعة منتجات المستهلكين
- هيات كيميا سان. أيه .أس (تركيا)
- سارل هيات دي أتش سي الجزائر (الجزائر)
- شركة - بارس هيات للمنتجات الصحية سهامي هاس (ايران)
- هيات مصر للمنتجات الصحية ش.م.م (مصر)
- هيات للتجارة والتوزيع ش.م.م (مصر)
- هيات كيميا ذ م م (روسيا)
- هيات للتسويق ذ.م.م (روسيا)
- سارل هيات المغرب (المغرب)
- هيات كيميا نيجيريا المحدودة (نيجيريا)
- هيات بلغاريا الكيميائية التخلص من الذخائر المتفجرة (بلغاريا)
- أس سي هيات الكيميائية روم أس أر أل (رومانيا)

### مجموعة أجاك
- كاستامونو المتكاملة أجاك سانيا و تيكاريت أيه أس
- كاستامونو رومانيا أس أيه
- كاستامونو بلغاريا م
- شركة ذات مسؤولية محدودة كاستامونو للصناعات الخشبية المتكاملة
- شركة ذات مسؤولية محدودة كومباس للهندسة
- كياس الدولية التعاونية يو أيه
- شركة كياس القابضة بي.في.
- هيات النطرون

### المجموعة العقارية
- هيات العالمية جايريمنكول أيه.أس. (تركيا)
- هيات املاك سان. شركة الاستثمار (تركيا)
- هيات بيرم باشا جايريمينكول أيه.أس. (تركيا)
- هيات ماكين سانايي ياتريم إيه.ش. (تركيا)
- نوكتا أنسات ياتريم تورزيم سان. في تيك إيه.ش. (تركيا)

### مجالات آخرى
- بنك هيات كاتليم أيه أس.
- هيات إنرجي إلكتريك أوريتيم سان. التشنج اللاإرادي. شركة. (تركيا)
- هيات للطيران والمركبات كير. المحدودة. المحدودة. (تركيا)
- هيات بروجي تاههوت في إنشات أيه أس . (تركيا)
- شركة ليماس لإدارة الموانئ (تركيا)
- أيه أس بازارلاما أيه .أس . (تركيا)

## روابط خارجية
- موقع هيات القابضة الرسمي نسخة محفوظة 2011-02-10 على موقع واي باك مشين.
- موقع نطرون هيات الرسمي نسخة محفوظة 2013-02-12 على موقع واي باك مشين.